# Tsujimoto Mitsumaru
Tsujimoto Mitsumaru (jap. 辻本 滿丸; * 4. Dezember 1877 in Tokio; † 1940) war ein japanischer Chemiker.
Tsujimoto studierte Chemieingenieurwesen an der Universität Tokio mit dem Abschluss 1901 und war dann am Staatlichen Chemieindustrie-Forschungsinstitut in Tokio.
Er befasste sich vor allem mit Lipiden. 1906 isolierte er den hochungesättigten Kohlenwasserstoff Squalen aus der Leber von Haien. Er erkannte es als Kohlenwasserstoff, bestimmte die korrekte Summenformel C30H50 und schlug 1916 den Namen Squalen vor, nach der Tierfamilie der Squalidae (von squalus, lateinisch für Haifisch), aus der er das Squalen erhalten hatte.
Mit dem Japanese Alpine Club war Tsujimoto in den Japanischen Alpen unterwegs; von ihm aufgenommene Fotografien dienen als Beispiel historischer Fotografien.